# Нейве
Нѐйве (на италиански и на пиемонтски: Neive) е малко градче и община в Северна Италия, провинция Кунео, регион Пиемонт. Разположено е на 308 m надморска височина. Населението на общината е 3374 души (към 2010 г.).